# Hany Shakr Keshta
Hany Shakr Keshta, né le 2 juillet 1985, est un karatéka égyptien surtout connu pour avoir remporté le titre de champion d'Afrique de karaté en kumite individuel masculin moins de 80 kilos aux championnats d'Afrique de karaté 2008 puis la médaille de bronze dans cette même discipline aux championnats du monde de karaté 2008.

## Résultats
| Résultat           | Date             | Épreuve                   | Catégorie | Compétition                 | Ville hôte        |
| ------------------ | ---------------- | ------------------------- | --------- | --------------------------- | ----------------- |
| Médaille d'or      | 9 août 2008      | Kumite individuel - 80 kg | Seniors   | Championnats d'Afrique 2008 | Cotonou, au Bénin |
| Médaille de bronze | 16 novembre 2008 | Kumite individuel - 80 kg | Seniors   | Championnats du monde 2008  | Tōkyō, au Japon   |